# Премія «Золотий кубок» за найкращий фільм
Премія «Золотий кубок» за найкращий фільм (кит.: 金爵奖最佳影片) — головний приз, яким нагороджується найкращий фільм міжнародного конкурсу Шанхайського міжнародного кінофестивалю.

## Фільми-лауреати премії
| Рік  | Фільм                                                          | Оригінальна назва                                              | Режисер(и)                                                     | Країна                                                         |
| ---- | -------------------------------------------------------------- | -------------------------------------------------------------- | -------------------------------------------------------------- | -------------------------------------------------------------- |
| 1993 | Пагорб неповернення                                            | Wu yan de shan qiu                                             | Ван Тун                                                        | Тайвань                                                        |
| 1995 | Перерване мовчання                                             | Broken Silence                                                 | Вольфганг Панцер                                               | Швейцарія                                                      |
| 1997 | Жителі лісу                                                    | The Woodlanders                                                | Філ Егленд                                                     | Велика Британія                                                |
| 1999 | Пропаганда                                                     | Propaganda                                                     | Сінан Четін                                                    | Туреччина                                                      |
| 2001 | Антитраст                                                      | Antitrust                                                      | Пітер Гаввіт                                                   | США                                                            |
| 2002 | Шоу «Життя»                                                    | Life Show                                                      | Хо Цзяньці                                                     | КНР                                                            |
| 2003 | Кінофестиваль був скасований через епідемію атипової пневмонії | Кінофестиваль був скасований через епідемію атипової пневмонії | Кінофестиваль був скасований через епідемію атипової пневмонії | Кінофестиваль був скасований через епідемію атипової пневмонії |
| 2004 | Традиція вбивства коханця                                      | Rasm-e ashegh-koshi                                            | Хосро Масумі                                                   | Іран                                                           |
| 2005 | Сільський фотоальбом                                           | The Village Album                                              | Міцухіро Міхара                                                | Японія                                                         |
| 2006 | Чотири хвилини                                                 | Vier Minuten                                                   | Кріс Краус                                                     | Німеччина                                                      |
| 2007 | Згідно з планом                                                | Frei nach Plan                                                 | Франциска Мелецкі                                              | Німеччина                                                      |
| 2008 | Муха                                                           | Муха                                                           | Володимир Котт                                                 | Росія                                                          |
| 2009 | Оригінал                                                       | Original                                                       | Антоніо Тублен, Александр Брондстед                            | Швеція / Данія                                                 |
| 2010 | Поцілуй мене ще раз                                            | Baciami ancora                                                 | Габріель Муччіно                                               | Італія                                                         |
| 2011 | Без бюстгальтера                                               | Hayde Bre                                                      | Орхан Огуз                                                     | Туреччина                                                      |
| 2012 | Ведмідь                                                        | Khers                                                          | Хосро Масумі                                                   | Іран                                                           |
| 2013 | Майор                                                          | Майор                                                          | Юрій Биков                                                     | Росія                                                          |
| 2014 | Мала Англія                                                    | Μικρά Αγγλία                                                   | Пантеліс Вулгаріс                                              | Греція                                                         |
| 2015 | Ніколи в житті                                                 | Jamais de la vie                                               | П'єр Жоліве                                                    | Франція / Бельгія                                              |